# 楔基耳蕨
楔基耳蕨（学名：Polystichum cuneatiforme）为鳞毛蕨科耳蕨属下的一个种。

## 扩展阅读
- 維基物種上的相關：楔基耳蕨